# Camden Toy
Pour les articles homonymes, voir Toy.
Camden Toy, né le 31 mai 1955 à Pittsburgh (Pennsylvanie) et mort le 11 décembre 2023 à Los Osos (Californie), est un acteur américain.

## Biographie
Malcolm Toy, le père de Camden, était maquilleur pour le cinéma. Camden Toy a appris aux côtés de son père les effets de maquillage et a perfectionné ses talents d'acteur dans des camps théâtraux d'été. Après avoir travaillé dans le montage pendant sept ans, il s'installe à New York en 1982 pour se lancer dans une carrière dans le théâtre. Il part pour Los Angeles en 1997 et travaille dès lors surtout pour la télévision et le cinéma.
Spécialisé dans les rôles nécessitant de porter du maquillage prosthétique, il a joué quatre rôles de méchants différents, un record, dans les séries Buffy contre les vampires et son spin-off Angel. Il a également tourné dans plusieurs films indépendants tout en continuant à travailler comme monteur.

## Filmographie

### Cinéma
- 2009 : Immortally Yours (en) : Henry
- 2011 : Sebastian : le sans-abri
- 2014 : Disciples : Watcher

### Télévision
- 1999 : Buffy contre les vampires (série télévisée, saison 4 épisode  Un silence de mort) : un Gentleman
- 2002 : Buffy contre les vampires (série télévisée, saison 7 épisode Vice versa) : Narl
- 2002-2003 : Buffy contre les vampires (série télévisée, saison 7, 4 épisodes) : le Turok-Han
- 2004 : Angel (série télévisée, saison 5 épisode Le Sous-marin) : le Prince des mensonges
- 2010-2014 : The Bay (en) (série télévisée, 14 épisodes) : Igor Chambers
- 2011 : Goodnight Burbank (en) (série télévisée, 7 épisodes) : Yan Bobek